# テクモ
テクモ株式会社（英: TECMO,LTD.）は、かつて存在した日本のコンピュータゲームソフト開発会社である。家庭用ゲームソフトおよび業務用ソフトの開発、オンラインゲーム、モバイルコンテンツの開発に注力していた。2010年に同業のコーエーと合併し、コーエーテクモゲームスとなった。
社名は「Technology（技術）」「Entertainment（娯楽）」「Creation（創作）」「Man（人）」「Overseas（海外）」の頭文字を採ったもの。2010年3月設立の新会社の旧社名は株式会社テーカン（2011年に再統合）。かつてはアミューズメント施設の運営事業も行っていた。

## 沿革
- 1964年9月 - 帝国管財株式会社設立。
当初は建築物管理（ビルメンテナンス）を行っていた。以降、以下に記すようにビルメンテナンス→テナント・店舗管理→自社で店舗運営→ゲームセンターなどアミューズメント事業→アーケードゲーム→テレビゲームと事業を変えて行く。
- 1967年7月31日 - 日本ヨット株式会社（後のテーカンエレクトロニクス、テクモとの合併時の存続会社）設立。後に、ヨットなど船の管理→動産管理→不動産管理→ビル管理と業態を変更している。
- 1969年7月 - 業務用アミューズメント機器の販売を開始。
- 1970年3月 - 直営アミューズメント施設の第1号を千葉県姉ヶ崎のボウリングセンター内に開設。
- 1977年10月 - 帝国管財株式会社が株式会社テーカン（東京都中央区本社所在）に商号変更。
- 1981年
  - 3月 - 米国(ロスアンゼルス)に現地法人U.S.TEHKAN,INC（現・TECMO KOEI AMERICA Corporation）を設立。
  - 4月 - 業務用アミューズメントソフトの自社開発作品第1号『プレアデス』を発表。
- 1982年12月6日 - 日本ヨット株式会社が、テーカンエレクトロニクス株式会社に商号変更。
- 1985年
  - 4月19日 - 株式会社テーカン（同名別会社）設立。本社を設立時の東京都墨田区吾妻橋から東京都千代田区神田東松下町に移転。
  - 6月 - 株式会社テーカン（東京都中央区所在）の事業を、株式会社テーカン（東京都千代田区所在）へ営業譲渡。
- 1986年
  - この年、ファミリーコンピュータ向けソフト開発事業に参入する。それまでのアミューズメント施設運営事業やアーケードゲーム開発事業から、家庭用ゲームソフト事業主体の事業構造に転換を行う。
  - 1月8日 - 株式会社テーカンから、テクモ株式会社に商号変更。
  - 1月 - 対戦用ゲーム初、トラックボール使用のサッカーゲーム『テーカン・ワールドカップ』発売。
  - 4月 - 自社開発家庭用ゲーム第1号『マイティボンジャック』（FC）発表“ゲーム偏差値”等の新機軸を取り入れたアクションパズルゲーム。
- 1987年4月1日 - 株式の額面変更を目的として、株式会社テーカンエレクトロニクスがテクモ株式会社を合併し、株式会社テーカンエレクトロニクスからテクモ株式会社に商号変更。東京都千代田区神田須田町に本社を移転。
- 1988年
  - 7月 - 東京都千代田区九段北に本社を移転。
  - 12月 - 業務用アクションゲーム『忍者龍剣伝』（米国版『NINJA外伝』）発売。
- 1989年2月 - 米国版アメリカンフットボールゲーム『TECMO BOWL』（NES）発売。
- 1992年12月 - 株式を店頭登録（現ジャスダック）。
- 1993年
  - 1月 - ゲーム用娯楽機器の製造、販売、賃貸及び輸出入を目的として、東京都千代田区に子会社 テクモソフトプロダクツ株式会社を資本金1000万円をもって設立。
  - 12月 - 浜松研究開発センター竣工。
- 1994年8月 - 子会社 テクモソフトプロダクツ株式会社の商号を株式会社テクモエイトに変更。
- 1996年
  - 3月 - 市川アネックス開設。
  - 7月 - トラップシミュレーションゲーム『刻命館』（PS）発売。
  - 9月 - 3Dジョッキーレーシングゲーム『ギャロップレーサー』（PS）発売。
  - 11月 - 業務用3D対戦格闘ゲーム『デッド オア アライブ』発売。
- 1997年
  - 7月 - モンスター育成シミュレーションゲーム『モンスターファーム』（PS）発売。
  - 10月 - 3D対戦格闘ゲーム『デッド オア アライブ』（SS）発売。
- 1998年3月26日 – 都内のホテルで海外報道陣向けの記者会見を開催。7月からヨーロッパでもテクモのソフトを販売するために現地のかたを招いて開催を行った[3]。
- 1998年8月 - 本社第2ビル開設。
- 1999年4月 - 『モンスターファーム　～円盤石の秘密～』　アニメ放送開始。
- 2000年
  - 3月 - 東京証券取引所第2部に上場。
  - 8月 - 麹町オフィス開設。
- 2001年
  - 3月 - 東京証券取引所第1部に上場。
  - 10月 - 代表取締役会長に柿原彬人、代表取締役社長に中村純司が就任。
- 2002年 - パチンコ・パチスロ液晶ソフト受託開発事業に本格参入。パチスロ機メーカーのネットと事業提携を行う。
  - 4月 - アミューズメント施設運営事業を、テクモウェーブ株式会社（現・株式会社コーエーテクモウェーブ）に営業譲渡。
  - 9月 - 子会社 株式会社お台場王国設立。子会社 株式会社テクモエイト（現・株式会社コーエーテクモウェーブ）の本部オフィスを市川アネックス（千葉県船橋市二子町）から秀和三番町ビル（東京都千代田区三番町）に移転。
  - 10月 - 兵庫県伊丹市のショッピングセンター「ダイヤモンドシティ テラス（現・イオンモール伊丹テラス）」内に「テクモピアフォーレ（伊丹店）」オープン。
- 2003年
  - 1月 - スポーツゲーム『DEAD OR ALIVE Xtreme Beach Volleyball』（Xbox）発売。
  - 3月 - 日本ビルオフィス開設。
  - 4月 - 奈良県奈良市のショッピングセンター「ならファミリー」内に全身シール機コーナー「テクモピア オロスコポ（奈良ファミリー店）」オープン。
  - 7月 - 栃木県宇都宮市のショッピングセンター「FKDショッピングモールインターパーク」内に「テクモピアロックダム（インターパーク店）」オープン。
- 2004年
  - 3月 - アクションアドベンチャーゲーム『NINJA GAIDEN』（Xbox）発売。
  - 7月 - 子会社 株式会社テクモエイトの商号をテクモウェーブ株式会社に変更、本部オフィスを秀和三番町ビル（東京都千代田区三番町）から日本ビルディング九段別館（東京都千代田区九段北）に移転。
  - 8月 - 子会社 テクモウェーブ株式会社が株式会社ゼットプロジェクト（現・CWS Brains 株式会社）を買収、子会社化。
  - 12月 - 沖縄県豊見城市のショッピングセンター「マックスバリュ豊見城店」内にアミューズメント施設「テクモピアフォレスタ」をオープン。
- 2005年
  - 4月 - 子会社 テクモウェーブ株式会社本店の所在地を東京都千代田区九段北4丁目1番3号日本ビルディング九段別館10階に移転。
  - 7月 - ホラーアクションアドベンチャーゲーム『零 －刺青ノ聲－』（PS2）発売。
  - 9月 - パチスロシミュレーター『タッチde楽勝！パチスロ宣言 リオデカーニバル』（DS）発売。
  - 11月 - 栃木県宇都宮市のショッピングセンター「インターパークショッピングビレッジ」内にアミューズメント施設「てくもぴあゆうらく工房」をオープン。
  - 12月 - アクションゲーム『KARAKURI』（PSP）発売。
- 2006年
  - 1月 - 代表取締役社長に安田善巳が就任。
  - 2月 - 中期経営計画『テクモビジョナリー2010』を策定。
  - 4月 - アイボリービル拠点開設。
  - 7月 - 代表取締役会長の柿原彬人が逝去。
  - 8月28日 - SeedCとの業務提携契約を締結。
  - 10月10日 - SeedCの共同でグローバル&オープンのオンラインゲームプラットフォーム「Lievo」のサービスを開始。
  - 10月 - 東京都江東区のショッピングセンター「アーバンドックららぽーと豊洲」内にアミューズメント施設「テクモピアラグジィ」と「ハローキティのドレミファ島」をオープン。
  - 12月 - ゴルフアクションゲーム『スイングゴルフ パンヤ』（Wii）発売。リアルタイムストラテジーゲーム『Heroes of Annihilated Empires Episode I ～黄泉の国 アトランティス～』（PC）発売。
- 2007年
  - 3月 - 代表取締役会長に柿原康晴が就任。
  - 4月 - パチスロシミュレーター『楽勝！パチスロ宣言　リオパラダイス』（PS2）発売。
  - 6月 - アクションゲーム『NINJA GAIDEN Σ』（PS3）発売。
  - 10月 - サスペンスアドベンチャーゲーム『DS西村京太郎サスペンス 新探偵シリーズ「京都・熱海・絶海の孤島 殺意の罠」』（DS）発売。
- 2008年
  - 8月29日 - 株式会社スクウェア・エニックスよりTOBによる子会社化の提案を受ける。
  - 8月31日 - 代表取締役社長の安田善巳が辞任。
  - 9月1日 - 代表取締役会長兼社長に柿原康晴が就任。
  - 9月4日 - スクウェア・エニックスからのTOB提案を拒否する。株式会社コーエーとの経営統合協議を開始。
  - 11月 - ロールプレイングゲーム『ノスタルジオの風』（DS）発売
  - 11月18日 - コーエーと統合契約書を締結。
- 2009年
  - 1月 - 代表取締役社長に阪口一芳就任。
  - 3月31日 - SeedCとの業務提携契約を解消し、Lievoの運営から撤退。
  - 4月1日 - コーエーと経営統合し、共同持株会社「コーエーテクモホールディングス株式会社」を設立。テクモはコーエーテクモホールディングスの完全子会社となる。
- 2010年
  - 2月25日 - 4月1日をもって、コーエーに全権利義務を承継させ解散することを公告[4]。
  - 3月15日 - 株式会社テーカン設立（4月1日付けでテクモ株式会社に商号変更）。
  - 4月1日 - コーエーと合併し、株式会社コーエーテクモゲームスに商号変更。存続会社はコーエーで、テクモは法人としては解散。同時に開発機能を（新）テクモ株式会社に分離。
- 2011年4月1日 - 開発部門の効率化を図る為にコーエーテクモゲームスに統合され、開発機能としてのテクモは消滅した。

## コーエーとの経営統合
2006年1月、みずほコーポレート銀行出身で、前年まで常務取締役だった安田善巳が社長に就任。その後、前任の社長中村純司による退職金訴訟、プロデューサー板垣伴信への元女性社員によるセクハラ訴訟、板垣による成功報奨金未払い訴訟、労働組合による従業員への未払い残業代訴訟など、テクモに対する訴訟が頻発する中、2008年8月20日、一身上の都合により8月31日をもって安田が社長を辞任することが発表される。それにより、創業者柿原彬人の次男で医師出身の柿原康晴代表取締役会長が社長を兼任することとなった。
このようにゴタゴタが続き社内が混乱し、「M&Aの絶好のチャンスでどの会社に買収を仕掛けられてもおかしくない」などと評される状況の中、8月29日、スクウェア・エニックスが、テクモ株の株式公開買い付けの提案を行う。買い付け価格は、前日の終値に30%強のプレミアムを乗せた920円。9月4日までに回答が得られない場合、もしくはテクモ取締役会の賛同を得られない場合は、提案を撤回するとした。
回答期限の9月4日、テクモ取締役会は「有能な従業員の確保、安定した開発環境の確保、ブランドの維持発展の観点から検討した結果、ほかにより企業価値向上の実現性の高い選択の可能性がある」として、株式公開買い付けへの非賛同を表明。同時にコーエーとの経営統合へ向けた協議の開始を発表した。コーエーの社長松原健二は「（創業者同士で）家族ぐるみの親交があり、将来の経営像などについても話し合いを持ったと聞いている。そういう中で、今回の話し合いが進んだ」と述べた。
11月18日、両社は統合契約書を締結し、2009年4月1日に共同持株会社であるコーエーテクモホールディングスを設立。
2010年4月1日にコーエーと合併し、コーエーテクモゲームスが誕生した。合併時に開発部門が（新）コーエー、（新）テクモに分離されたが、「更に柔軟かつ機動的な開発体制へと変えていく必要がある」として、2011年4月に再度吸収合併された。

## 開発チーム
- Team NINJA
- Team TACHYON

## 主力タイトル
下記では家庭用ソフトで販売本数の多いソフトを記す。
デッド オア アライブ シリーズ（AC・PS・SS・DC・PS2・Xbox・Xbox 360・PS3・PS4）（1996～）
3D対戦格闘ゲーム。シリーズ累計970万本販売。
忍者龍剣伝/NINJA GAIDENシリーズ（Σ・Dragon Sword・2・Σ2）（AC・FC・GB・Xbox・Xbox 360・PS3・DS）（1988～）
忍者アクションゲーム。シリーズ累計770万本出荷。
テクモボウルシリーズ（AC・FC・SFC・MD・PS）（1987～）
アメリカンフットボールゲーム。米国でのテクモの知名度を一気に高めた。シリーズ累計500万本販売。
モンスターファームシリーズ（PS・PS2・GBA・WIN ・DS）（1997～）
CDによるモンスター再生で一世を風靡した育成シミュレーションゲーム。シリーズ累計400万本販売。
ギャロップレーサーシリーズ（AC・PS・PS2・WIN）（1996～）
競馬アクションレーシングゲーム。シリーズ累計130万本。
零シリーズ（PS2・日本国外版PS3・Xbox・3DS・Wii・Wii U）（2001 - 2014）
和風ホラーアクションアドベンチャー。シリーズ累計130万本販売。
アルゴスの戦士シリーズ（AC・FC・PS2・Wii）（1986～2008）
シリーズ累計150万本販売。

## その他のゲームタイトル一覧
- ドラキュラハンター（AC）（1980） - 開発・発売ともテクノン工業による。テーカンが協力している。
- プレアデス（AC）（1981） - この作品が自社として最初のゲーム。アムスターとタイトーの『フェニックス』の改造であり、映像・演出・ゲーム内容に類似性が見られる。
- レッドクラッシュ（AC）（1981）
- スイマー（AC）（1982）
- ボイジャー（AC）（1982）
- ガズラー（AC・OMV）（1983）
- SENJYO（AC・MSX）（1983）
- スターフォース（AC）（1984） ／ （SG･FC・MSX）（1985）
  - スーパースターフォース（FC）（1986）
  - ファイナルスターフォース（AC）（1992）
- ボンジャック（AC・SG・PC-88）（1984） ／ マイティボンジャック（FC）（1986）
- グリダイアンファイト（AC）（1985） - トラックボールを使用するアメフトゲームで、米国市場向けに出荷された。日本国内では「オールアメリカンフットボール」に改題されて1987年に流通したが、ほとんど出回らなかった。
- ピンボールアクション（AC）（1985）
  - スーパーピンボールアクション（AC）（1991）
- テーカン ワールドカップシリーズ
  - テーカン ワールドカップ（AC）（1985） - シリーズ1作目。グリダイアンファイトの基板と筺体を流用したサッカーゲーム。近年の移植版はテクモカップと改称。
  - テクモ ワールドカップ'90（AC）（1989） - 2作目以降はトラックボール操作から通常レバーでの操作に変更。
  - テクモ ワールドカップ'94（AC）（1994）
  - テクモ ワールドカップ'98（AC）（1998）
  - テクモ ワールドカップミレニアム（AC）（2000）
- ソロモンの鍵シリーズ（AC・FC・GB）（1986～2000）
- ティードオフ(AC)(1986) - トラックボールを使用するゴルフゲーム。
- ジェミニウイング（AC・X68K）（1987）
- つっぱり大相撲シリーズ（FC・SFC・PCE・Wii）（1987～2009）
- シルクワーム（AC）（1988）
- キャプテン翼シリーズ（FC・GB・SFC・MD）（1988～1994）
- ワイルドファング（AC）（1989）
- 激闘プロレス!!（FC）（1989）
- 激闘スタジアム!!（FC）（1989）
- キャッ党忍伝てやんでえ（FC）（1991）
- おぼっちゃまくん（FC）（1991） - このゲームのモデルとスポンサー番組でもあった。
- ラディア戦記～黎明篇～（FC）（1991）
- 雷牙（AC）（1991）
- クイズココロジー（AC）（1992）
  - クイズココロジー2（AC）（1993）
- 雀師（AC）（1992）
- テクモスーパーNBAバスケットボール（SFC・MD）（1992）
- 雷軋斗（1992） - 読み方はライアット。国内未発売で海外ではNMKが販売。
- アクタリオン（SFC）（1993）
- エイトフォース（AC）（1994）
- テクモ スーパーベースボール（SFC）（1994）
- テクモ Vゴールサッカー（AC・3DO）（1994）
- がんばれギンくん（AC）（1995）
- ザ・大阪（AC）（1995）
- でろ～ん でろでろ（AC・PS・SS）（1995）
- フットボールファイター（AC）（1995）
- 能力向上委員会（AC）（1995）
- ターフヒーロー（SFC）（1995）
- 闘姫伝承（AC・PS）（1996）
- 刻命館 / 影牢 / 蒼魔灯シリーズ（PS・PS2）（1996～）
- Jリーグ ゴーゴーゴール!（SS）（1997）
- Jリーグサッカー 実況サバイバルリーグ（PS）（1999）
- UNiSON（PS2）（2000）
- 爆烈サッカー（PS）（2002）
- KARAKURI（PSP）（2005）
- コロボットアドベンチャー（PS2）（2006）
- スイングゴルフ パンヤ（Wii）（2006）
- DSサスペンスシリーズ（DS）（2007～2008）
- ノスタルジオの風（DS）（2008）
- AGAIN FBI超心理捜査官（DS）（2009）
- 相棒DS（DS）（2009）
- アンデッドナイツ（PSP）（2009）
- クウォンタム セオリー（PS3・360）（2010）

また、テクモ社長が兼任して作られた子会社の『サリオ』ブランドで、セガ・マークIII時代のセガの唯一のサードパーティとして「アルゴスの十字剣」「ソロモンの鍵」を発売した。

## 訴訟

### 役員退職慰労金訴訟
- 2007年2月14日 - 元代表取締役社長中村純司が、テクモに対し役員退職慰労金1億6990円の支払いを求める訴訟を提起した、とのリリースをテクモが発表する[22]。
- 2007年4月3日 - 同年3月28日付で和解が成立した、とのリリースをテクモが発表する[23]。

### セクハラ訴訟
- 2006年8月4日 - 板垣伴信が常務執行役員ハイエンドプロダクション本部長から、執行役員ハイエンドプロダクション本部長になり、謎の降格と話題になる[24][25]。
- 2006年9月10日 - 元女性社員が、上司である板垣にセクハラを受け、会社に訴えたものの逆に辞めさせられたと主張して、テクモと板垣に対する民事訴訟を提訴する。テクモは「元社員（女性社員）が私情をはらす目的で行った行為であり、セクハラではないとの結論に至った」としているが、「執行役員（板垣）と元社員（女性社員）とその関係者にも公私を混同した行為があったことと、本件のため同人らが社内に無用の混乱を招き支障を来したことから、同人らの反省を促すため同人らを降格(2006年8月)ならびに減給処分にいたしました。」としている[25][26]。
- 2007年12月5日 - 東京地方裁判所は、板垣がセクハラ行為を行った事実はないとの判決を下す。また「この判決により、一部報道メディアに掲載されたセクハラ記事の内容は虚偽であることが証明された」とのリリースをテクモが発表する[27]。
- 2008年2月8日 - 元社員が判決を不服として控訴する[28]。
- 2008年3月1日 - 板垣が執行役員 ゲームプロダクション本部長から執行役員Team NINJA部長に降格になる[29]。
- 2008年4月1日 - 板垣が執行役員Team NINJA部長からクリエイティブオフィサーTeam NINJA部長に降格になる[29]。
- 2008年5月22日 - 東京高等裁判所は、原告女性の請求を棄却する判決を下す。テクモはニュースリリースにて「当社社員の行為は、セクハラにはあたらないとの認定がなされました。」としているが、同時に「裁判を通じ、当時、職場において社会通念上容認し難い行為が繰り返し行なわれていたことが明らかになりました。」ともしている[30]。

### 未払い成功報酬・不当発言訴訟
- 2008年5月14日 - 板垣伴信は成功報酬が未払いであるとし、また安田善巳が板垣の評価を不当におとしめる発言をしたとして、テクモと安田に対し合計1億4800万円の支払いを求める訴訟を起こす。また板垣が2008年7月1日付でテクモを退社すると公表した[31]。
- 2008年5月22日 - 板垣の訴状がテクモに送達された[31]。
- 2008年6月18日 - テクモは板垣の解雇を発表した。板垣はこれを不当解雇として、訴訟の賠償請求額を1億6400万95円に引き上げた[32]。
- 2008年8月31日 - 安田が一身上の都合により代表取締役社長ならびに取締役を辞任する[33]。
- 2010年2月26日 - コーエーテクモホールディングスと板垣の間で和解が成立した。和解条件は公表されていないが「円満に和解が成立した」としている[34][35]。

### 残業代未払い訴訟
- 2008年6月16日 - 労働組合の執行役員2名が未払残業代の支払いを求め提訴する。原告は手続上の不備(裁量労働制を導入するためには、労働者の過半数を代表する者との書面による協定が必要)があったため、裁量労働制自体が無効であると主張する。
- 2008年9月1日 - 和解。
- 2008年9月から10月 - 和解直後である2008年9月から10月にかけて組合員全員が自主退職し、2009年3月時点でテクモの労働組合は存在しなくなる[36]。

## 主な提供番組
（全て過去のもの）
- キャプテン翼
- おぼっちゃまくん
- モンスターファーム